# Японско икономическо чудо
Японското икономическо чудо е името на исторически период от японската история след Втората световна война, белязан от силен икономически растеж.
Японското икономическо чудо възниква по-късно в сравнение с италианското и германското, но е по-стабилно от тях. Довоенното си производство Италия постига през 1948 г., Германия – през 1951 г., а Япония – през 1953 г. В периода 1955–1965 брутният вътрешен продукт на Япония нараства между 10 и 14%. От седмо място по корабостроене Япония става първа. Увеличават се валутните резерви, модернизация и технологични обновления. Япония въвежда протекционизъм и в същото време открива нови пазари в Югоизточна Азия.
Отличителните характеристики на японската икономика по време на годините на „чудото“ (1952—1971) включват:
- кооперирането на производители, доставчици и финансови институции в конгломерати, наречени кейрецу (keiretsu),
- наличието на мощни предприемачески съюзи,
- добрите връзки с правителствената администрация,
- гаранцията на пожизненото наемане на работа (шушин койо, shūshin koyō) в големи корпорации,
- защитените от работническите синдикати фабрики.

След 1993 г. японските компании започват да изоставят някои от тези норми в опит да увеличат печалбите си.